# Ягджилар
Ягджилар (на турски: Yağcılı) е село в Източна Тракия, Турция, част от Околия Селиолу на Вилает Одрин.

## География
Селото се намира на 30 километра североизточно от Одрин.

## История
В XIX век Яджилар е българско село в Одринска кааза на Одринския вилает на Османската империя. Според „Етнография на вилаетите Адрианопол, Монастир и Салоника“, издадена в Константинопол в 1878 година и отразяваща статистиката на населението от 1873 година, Яджелли (Yadjeli) има 22 домакинства и 108 българи.
Според статистиката на професор Любомир Милетич в 1912 година в селото живеят 28 български екзархийски семейства.
Българското население на Ягджилар се изселва след Междусъюзническата война в 1913 година.